# Nehe
Nehe (讷河市S, NèhéP) è una città-contea della Cina, situata nella provincia di Heilongjiang e amministrata dalla prefettura di Qiqihar.